# Lydia Barjatinskij
Lydia Barjatinskij (född Javorskaja), född 22 juli (3 augusti) 1871, Kiev, Ukraina, Kejsardömet Ryssland, död 18 november 1921, London, var en ukrainsk och rysk skådespelerska.
Hon tog examen från gymnasiet i Kiev, sedan barndomen deltog hon i amatörföreställningar.
Lydia Barjatinskij debuterade 1893 i Moskva och ledde en tid en egen teater i Sankt Petersburg. Från 1909 spelade hon även i London bland annat pjäser av Henrik Ibsen. I sitt första gifte var hon gift furstinna Barjatinskij, senare gifte hon sig med den brittiske författaren John Pollock.